# سليمان العمري
سليمان بن عبد الرحمن العُمري، (1283-1375) فقيه وقاضٍ ومدرس، وُلد في عنيزة سنة 1298، ودرس فيها على الشيخ صالح القاضي، وعبد الله المانع، ثم ذهب مطلع شبابه إلى بريدة، ولازم شيخها محمد بن عبد الله آل سليم أكثر من عشر سنين، وبعد وفاته أخذ عن ابنيه عبد الله وعمر، وذهب مع الأخير إلى الرياض، فتزاملا عند الشيخ عبد الله بن عبد اللطيف آل الشيخ قرابة سنة، ثم عادا إلى عنيزة.

## الوظائف التي شغلها
- إمام لمسجد القاع بعنيزة ودرَّس فيه عدة سنوات
- الإشراف على المكتبة التي أسسها مقبل الذكير،
- ثم عين قاضيا ورئيسا للمحكمة المستعجلة بالمدينة المنورة، وإماما ومدرسا في مسجدها، ورئيسًا للشؤون الدينية، وذلك من شوال 1346 -وقيل من 1345- إلى 1359،
- ثم نقل لرئاسة محكمة حريملاء مدة يسيرة
- ثم رئيسا لمحكمة الإحساء الكبرى من 1360 إلى أن تقاعد سنة 1373،

## مؤلفاته
- رسالة رد بها على أحد علماء المدينة في تحقيق التوحيد.
- رسالة في النهي عن التفرق
- رسالة في فضل الاجتماع لصلاة التراويح
- كتاب متوسط في مجالس شهر رمضان
- رسالة سماها «البرهان في تحريم الدخان»
- رسالة في بيان حد اللحية والنهي عن الأخذ منها، والنهي عن ترك الشارب.[2]

## وفاته
توفي في مدينة الهفوف قاعدة الأحساء سنة 1375، ودفن هناك، وصُلي عليه صلاة الغائب في كثير من مساجد المملكة.

## وردت ترجمته في عدة كتب منها
- تاريخ نجد وحوادثها لصالح القاضي (35)
- الأعلام (3/127)، ومشاهير علماء نجد (391)
- علماء آل سليم وتلامذتهم (2/229)
- علماء نجد (2/308)، وروضة الناظرين (1/138)
- المبتدأ والخبر (1/467)، ومعجم مصنفات الحنابلة (7/5)
- «الحنابلة خلال 13 قرنًا» للطريقي (10/357)
- تاريخ القضاء والقضاة لعبد الله الزهراني (6/54)
- قضاة المدينة للزاحم (1/73)
- تاريخ قضاة حريملاء لإبراهيم آل إبراهيم (16).